# Cochliobolus melinidis
Cochliobolus melinidis är en svampart som beskrevs av Alcorn 1982. Cochliobolus melinidis ingår i släktet Cochliobolus och familjen Pleosporaceae.   Inga underarter finns listade i Catalogue of Life.